# Петя и волк (мультфильм, 1958)
«Петя и волк» — советский кукольный мультфильм, созданный в 1958 году по мотивам одноимённой симфонической сказки Сергея Прокофьева.

## Сюжет
Ранним летним утром птичка говорит леснику, что по лесу рыщет волк, и лесник берёт топор и уходит в лес, наказав своему внуку, Пете, не выходить за калитку. Оставшись без присмотра дедушки, Петя заступается за утят, швыряя в хитрую и коварную кошку своим баскетбольным мячом. Потом Петя решил поиграть с мячом, но тот вылетает за забор, и Петя в панике бежит за калитку искать свой мяч, забыв наказ своего дедушки.
Утка с утятами выходят вслед за Петей, но внезапно один утёнок отстал. Птичка хотела «полетать» с утёнком, а тот хотел «поплавать» с птичкой, но безрезультатно. Вдруг выходит кошка, и Петя заступается за птичку. Кошка не выдерживает и ведёт на поляну волка.
В это время Петя заигрался, но внезапно кошка приводит волка, и Петя в страхе вновь упускает свой мяч. Утёнок уже выбивается из сил, но Петя спасает его. В итоге волк съедает «на обед» кошку за «обман».
Петя забирается на берёзу и ловит волка верёвкой за хвост. Вовремя подоспевают дедушка с охотниками, и последние хотели застрелить волка ружьями. Но Петя предлагает отвести Волка в зоопарк.
В конце фильма друзья отправляются в город и сажают волка в клетку зоопарка.

## Создатели
- Автор сценария — И. Медведева.
- Режиссёр — Анатолий Каранович.
- Художники-постановщики — Анатолий Курицын, Г. Козлов.
- Оператор — Теодор Бунимович.
- Звукооператор — Борис Фильчиков.
- Композитор — Сергей Прокофьев
- Дирижёр — Г. Гамбург.
- Кукловоды — Лев Жданов, Роман Качанов, Лев Попов.
- Директор картины — Натан Битман.
- Куклы и декорации выполнены художественными мастерскими киностудии «Союзмультфильм» под руководством главного художника Р. Гурова.
- Текст читает — Николай Литвинов.

## Издания
Мультфильм неоднократно переиздавался на DVD в сборниках мультфильмов:
- «Дядя Стёпа — милиционер» (дистрибьютор: «Крупный план»), мультфильмы на диске: «Дядя Стёпа — милиционер» (1964), «Королева Зубная щётка» (1962), «Петя и Волк» (1958), «Кот-рыболов» (1964), «Хитрая ворона» (1980), «Ох и Ах» (1975), «На лесной эстраде» (1954)[2].